# Kuonjarvaarri
Kuonjarvaarri är ett berg i Finland. Det ligger i Enontekis i landskapet Lappland, i den norra delen av landet, 1 000 km norr om huvudstaden Helsingfors. Toppen på Kuonjarvaarri är 900 meter över havet.
Terrängen runt Kuonjarvaarri är lite kuperad.  Trakten runt Kuonjarvaarri är nära nog obefolkad, med mindre än två invånare per kvadratkilometer. Närmaste större samhälle är Kilpisjärvi, 16,9 km väster om Kuonjarvaarri. Omgivningarna runt Kuonjarvaarri är i huvudsak ett öppet busklandskap.